# 이상화 (스피드스케이팅 선수)
이상화(李相花, 1989년 2월 25일~)는 대한민국의 스피드 스케이팅 선수이다. 2019년 5월 은퇴하였다. 2010년 동계 올림픽 여자 500m 금메달 획득, 2013년 여자 500m 세계신기록 경신 등의 활약으로 세계적인 여자 스피드 스케이팅 선수였다. 2014년 동계 올림픽 여자 500m 경기에서 1, 2차 레이스 합산 74초 70으로 올림픽 기록을 갈아치우며 대한민국 남녀 스피드스케이팅을 통틀어 최초로 올림픽 2연패를 달성하였다.

## 선수 경력
휘경여자고등학교 재학 중 국가대표가 되었다. 대한민국의 여자 스피드 스케이팅 선수 중 현재까지 국제 무대에서 가장 높은 순위에 이름을 올린 선수이다. 고등학교 1학년이던 2005년 1월, 미국 솔트레이크시티에서 열린 세계 스프린트 스피드 스케이팅 선수권 대회 500m에서 38초 71로 대한민국 신기록을, 그리고 스프린트 종합에서 153.2점으로 주니어 세계 기록을 세웠다. 이어 세계 종목별 선수권 대회 500m에서 동메달을 획득하며 세계 상위권에 이름을 올렸다. 2006년 토리노 동계 올림픽에 출전하여 5위에 올랐다. 2007년 500m에서 37초 81로 한국 신기록을 다시 경신했으며, 이는 당시 주니어 세계 기록이기도 했다.
이후로도 계속 좋은 성적을 거두어, 2009년 500m에서 37초 70, 1000m에서 1분 15초 88로 다시 대한민국 신기록을 세운 데 이어, 세계 종목별 선수권 대회 500m 부문에서 동메달을 획득했다. 2010년 밴쿠버 동계 올림픽을 앞둔 2009-10 시즌에 기량이 더욱 향상되어, 2009년 12월, 500m에서 37초 25, 1000m에서 1분15초26으로 자신이 보유하던 한국 신기록을 다시 경신했으며, 2010년 1월 세계 스프린트 선수권 대회에서 우승하였다.
그리고 2010년 동계 올림픽 스피드 스케이팅 500m에서 1차 레이스 38초 24, 2차 레이스 37초 85, 합계 76초 09를 기록해 당시 500m 세계 기록 보유자였던 세계 1위 예니 볼프를 제치며 아시아 여자 선수로는 최초로 동계 올림픽 이 종목에서 우승했다. 동시에 대한민국 최초의 올림픽 여자 스피드 스케이팅 종목 메달이었다. 이상화와 함께 500m 레이스를 진행하여 합계 76초 14로 은메달을 차지한 예니 볼프는 이상화가 매우 향상되었다고 호평하였으며, 올림픽이 열리기 1개월 전에도 같이 레이스를 진행한 적이 있어서 놀라지 않았다고 말했다.
2010년 동계 올림픽 이후로도 이상화는 좋은 성적을 내고 있다. 2013년 1월 19일 캐나다 캘거리에서 열린 2012-13 시즌 월드컵 6차 대회 500m에서 36초 99로 대한민국 기록을 경신한 데 이어, 다음날인 1월 20일에는 36초 80을 기록하며 위징이 가지고 있던 세계 기록을 경신했다. 대한민국 여자 스피드 스케이팅 선수로는 사상 처음으로 세계 기록을 깬 것이었다. 이 시즌 그녀는 국제 대회 500m 경기에 열네 번 참가해 대한민국 여자 스피드 스케이팅 선수로는 최초로 월드컵 시리즈 종합 우승, 종목별 세계 선수권 대회 2연패 등의 성적을 올리며 12번 우승했다. .
2013-14 시즌에도 이상화는 더욱 좋은 성적을 내고 있어, 2014년 동계 올림픽에서도 500m 부문에서 올림픽 기록을 세우며 우승하면서 여자 스피드 스케이팅 500m 부문에서 2연패를 달성하였다. 2013년 11월 10일 캐나다 캘거리에서 열린 2013-14 국제빙상경기연맹(ISU) 스피드스케이팅 월드컵 1차 대회 여자 500ｍ 디비전A(1부리그) 2차 레이스에서 36초74로 다시 세계신기록을 경신했다. 2013년 그리고 11월 16일 미국 솔트레이크시티에서 열린 2013-14 국제빙상경기연맹(ISU) 스피드스케이팅 월드컵 2차 대회 여자 500ｍ 디비전A(1부리그) 1차 레이스에서 불과 6일 전 자신의 세운 세계기록 36초 74를 0.17초 앞당긴 36초 57이라는 세계 기록을 다시 수립, 이튿날 2차 레이스에서 전날 기록에서 0.21초 앞당겨 36초 36으로 세계 신기록을 다시 경신했다.
이상화는 2018 평창 동계올림픽에서 고다이라 나오에게 0.39초 뒤진 기록으로 은메달을 차지했다.
2019년 5월 16일 '계속 일인자로 남아야 한다'는 부담감에, 자연인으로 돌아가기 위해 은퇴선언을 하였다.

## 기록

### 개인 최고 기록
| 종목  | 기록        | 날짜         | 대회                           | 장소                                   | 기타 |
| ----- | ----------- | ------------ | ------------------------------ | -------------------------------------- | ---- |
| 100m  | 10초 46     | 2005. 03. 06 | 2004-05 스피드 스케이팅 월드컵 | 네덜란드 헤이렌베인 {티알프}           |      |
| 500m  | 36초 36     | 2013. 11. 17 | 2013-14 스피드 스케이팅 월드컵 | 미국 솔트레이크시티 (유타 올림픽 오벌) |      |
| 1000m | 1분 13초 66 | 2013. 09. 21 | 폴 클래식 2013                 | 캐나다 캘거리 (올림픽 오벌)            |      |
| 1500m | 2분 02초 42 | 2012. 09. 28 |                                | 캐나다 캘거리 (올림픽 오벌)            |      |
| 3000m | 4분 23초 60 | 2002. 10. 27 |                                | 캐나다 캘거리 (올림픽 오벌)            |      |

### 월드컵
포디움
| 순위 | 날짜                | 장소           | 종목  | 기록        |
| ---- | ------------------- | -------------- | ----- | ----------- |
| 동   | 2005년 11월 26-27일 | 밀워키         | 100m  | 10.64초     |
| 은   | 2006년 3월 3일      | 헤이렌베인     | 500m  | 38.40초     |
| 금   | 2006년 3월 3-5일    | 헤이렌베인     | 100m  | 10.47초     |
| 동   | 2006년 3월 5일      | 헤이렌베인     | 500m  | 38.47초     |
| 금   | 2006년 11월 10일    | 헤이렌베인     | 500m  | 38.23초     |
| 은   | 2006년 11월 11일    | 헤이렌베인     | 500m  | 38.33초     |
| 은   | 2006년 11월 17일    | 베를린         | 500m  | 38.01초     |
| 은   | 2006년 11월 18일    | 베를린         | 500m  | 38.18초     |
| 금   | 2006년 12월 2일     | 하얼빈         | 500m  | 38.23초     |
| 동   | 2006년 12월 3일     | 하얼빈         | 100m  | 10.59초     |
| 은   | 2006년 12월 3일     | 하얼빈         | 500m  | 38.47초     |
| 금   | 2006년 12월 9일     | 나가노         | 500m  | 38.52초     |
| 은   | 2012년 12월 10일    | 나가노         | 100m  | 10.65초     |
| 금   | 2006년 12월 10일    | 나가노         | 500m  | 38.30초     |
| 동   | 2007년 3월 4일      | 캘거리         | 100m  | 10.49초     |
| 동   | 2007년 12월 9일     | 헤이렌베인     | 500m  | 38.59초     |
| 동   | 2007년 12월 16일    | 에르푸르트     | 500m  | 38.76초     |
| 은   | 2008년 1월 25일     | 하마르         | 500m  | 38.07초     |
| 은   | 2008년 1월 26일     | 하마르         | 500m  | 38.19초     |
| 동   | 2008년 11월 7일     | 베를린         | 500m  | 38.12초     |
| 동   | 2008년 11월 8일     | 베를린         | 500m  | 38.26초     |
| 동   | 2008년 11월 14일    | 헤이렌베인     | 500m  | 38.22초     |
| 동   | 2008년 11월 15일    | 헤이렌베인     | 500m  | 38.13초     |
| 은   | 2008년 12월 6일     | 창춘           | 500m  | 38.86초     |
| 동   | 2008년 12월 7일     | 창춘           | 100m  | 10.67초     |
| 동   | 2008년 12월 7일     | 창춘           | 500m  | 38.56초     |
| 은   | 2008년 12월 13일    | 나가노         | 500m  | 38.39초     |
| 은   | 2008년 12월 14일    | 나가노         | 500m  | 38.72초     |
| 은   | 2009년 12월 6일     | 캘거리         | 500m  | 37.34초     |
| 동   | 2009년 12월 7일     | 캘거리         | 500m  | 37.64초     |
| 동   | 2009년 12월 11일    | 솔트레이크시티 | 500m  | 37.24초     |
| 동   | 2009년 12월 12일    | 솔트레이크시티 | 500m  | 37.24초     |
| 은   | 2010년 11월 12일    | 헤이렌베인     | 500m  | 38.30초     |
| 은   | 2010년 11월 19일    | 베를린         | 500m  | 38.24초     |
| 동   | 2010년 11월 20일    | 베를린         | 500m  | 38.56초     |
| 금   | 2010년 12월 2일     | 창춘           | 500m  | 38.24초     |
| 금   | 2010년 12월 5일     | 창춘           | 500m  | 38.22초     |
| 금   | 2010년 12월 11일    | 오비히로       | 500m  | 38.18초     |
| 동   | 2010년 12월 11일    | 오비히로       | 1000m | 1분 17.87초 |
| 은   | 2010년 12월 12일    | 오비히로       | 500m  | 38.21초     |
| 동   | 2011년 3월 5일      | 헤이렌베인     | 500m  | 38.49초     |
| 은   | 2011년 3월 6일      | 헤이렌베인     | 500m  | 38.48초     |
| 은   | 2011년 11월 19일    | 첼랴빈스크     | 500m  | 38.09초     |
| 금   | 2011년 11월 25일    | 아스타나       | 500m  | 37.78초     |
| 은   | 2011년 11월 26일    | 아스타나       | 500m  | 37.98초     |
| 은   | 2011년 12월 2일     | 헤이렌베인     | 500m  | 37.91초     |
| 금   | 2012년 1월 21일     | 솔트레이크시티 | 500m  | 37.36초     |
| 금   | 2012년 1월 22일     | 솔트레이크시티 | 500m  | 37.27초     |
| 은   | 2012년 3월 9일      | 베를린         | 500m  | 38.00초     |
| 은   | 2012년 3월 10일     | 베를린         | 500m  | 37.66초     |
| 금   | 2012년 11월 16일    | 베를린         | 500m  | 37.85초     |
| 금   | 2012년 11월 17일    | 베를린         | 500m  | 37.92초     |
| 금   | 2012년 12월 8일     | 나가노         | 500m  | 37.92초     |
| 금   | 2012년 12월 9일     | 나가노         | 500m  | 37.60초     |
| 금   | 2012년 12월 15일    | 하얼빈         | 500m  | 37.94초     |
| 금   | 2012년 12월 16일    | 하얼빈         | 500m  | 37.65초     |
| 금   | 2013년 1월 19일     | 캘거리         | 500m  | 36.99초     |
| 금   | 2013년 1월 20일     | 캘거리         | 500m  | 36.80초     |
| 동   | 2013년 3월 8일      | 헤이렌베인     | 500m  | 37.82초     |
| 금   | 2013년 3월 10일     | 헤이렌베인     | 500m  | 37.77초     |
| 금   | 2013년 11월 8일     | 캘거리         | 500m  | 36.91초     |
| 금   | 2013년 11월 9일     | 캘거리         | 500m  | 36.74초     |
| 금   | 2013년 11월 15일    | 솔트레이크시티 | 500m  | 36.57초     |
| 금   | 2013년 11월 16일    | 솔트레이크시티 | 500m  | 36.36초     |
| 금   | 2013년 11월 29일    | 아스타나       | 500m  | 37.27초     |
| 금   | 2013년 11월 30일    | 아스타나       | 500m  | 37.32초     |
| 금   | 2013년 12월 6일     | 베를린         | 500m  | 37.36초     |
| 금   | 2014년 11월 14일    | 오비히로       | 500m  | 38.07초     |
| 금   | 2014년 11월 16일    | 오비히로       | 500m  | 37.92초     |
| 은   | 2014년 11월 21일    | 서울           | 500m  | 38.18초     |
| 금   | 2014년 11월 22일    | 서울           | 500m  | 37.99초     |
| 금   | 2014년 12월 5일     | 베를린         | 500m  | 37.87초     |
| 금   | 2014년 12월 7일     | 베를린         | 500m  | 37.96초     |
| 금   | 2014년 12월 12일    | 헤이렌베인     | 500m  | 37.69초     |
| 동   | 2014년 12월 14일    | 헤이렌베인     | 500m  | 38.07초     |
| 은   | 2015년 2월 8일      | 헤이렌베인     | 500m  | 38.21초     |
| 금   | 2015년 11월 13일    | 캘거리         | 500m  | 36.96초     |
| 은   | 2015년 11월 15일    | 캘거리         | 500m  | 36.99초     |
| 은   | 2015년 11월 21일    | 솔트레이크시티 | 500m  | 36.83초     |
| 금   | 2015년 11월 4일     | 인첼           | 500m  | 37.33초     |
| 금   | 2015년 11월 6일     | 인첼           | 500m  | 37.36초     |
| 동   | 2015년 12월 5일     | 인첼           | 1000m | 1분 15.27초 |
| 금   | 2015년 12월 11일    | 헤이렌베인     | 500m  | 37.59초     |
| 은   | 2016년 11월 13일    | 하얼빈         | 500m  | 38.11초     |
| 은   | 2016년 11월 20일    | 나가노         | 500m  | 37.93초     |
| 동   | 2016년 12월 5일     | 아스타나       | 500m  | 37.95초     |
| 은   | 2017년 11월 10일    | 헤이렌베인     | 500m  | 37.60초     |
| 은   | 2017년 11월 11일    | 헤이렌베인     | 500m  | 37.53초     |
| 동   | 2017년 11월 18일    | 스타방에르     | 500m  | 37.95초     |
| 은   | 2017년 12월 3일     | 캘거리         | 500m  | 36.86초     |
| 은   | 2017년 12월 8일     | 솔트레이크시티 | 500m  | 36.71초     |
| 은   | 2017년 12월 9일     | 솔트레이크시티 | 500m  | 36.79초     |

## 예능
- 2018년 3월 14일 MBC 《황금어장 라디오스타》 - 게스트
- 2019년 2월 10일 ~ 2019년 2월 17일 SBS 《집사부일체》 - 게스트
- 2019년 JTBC《아는형님》 - 게스트
- 2019년 9월 30일 ~ 2020년 4월 27일 SBS 《동상이몽2 너는 내 운명》 - 고정 출연
- 2020년 3월 24일 ~ 2020년 4월 28일 tvN 《수미네 반찬》 - 고정 출연
- 2020년 SBS《미운 우리 새끼》 - 스페셜 MC
- 2020년 JTBC 《뭉쳐야 찬다》 - 게스트
- 2021년 TV조선 《뽕숭아학당》- 게스트

## 수상
- 2014년 MBN 여성스포츠대상 1, 2월 통합 MVP[9]
- 2019년 SBS 연예대상 SNS 스타상 (with 강남)